# 스코우르피엘디아속
스코우르피엘디아속(Scourfieldia)은 알파 분류학에서, 페디노모나스강에 속하는 조류 속의 하나이다. 스코우르피엘디아목(Scourfieldiales)의 유일과, 유일속이다. 폐기된 이명으로 카르디오모나스속(Cardiomonas)이 있다.

## 하위 종
스코우르피엘디아속(Scourfieldia)이 포함하고 있는 종은 아래와 같다.
- Scourfieldia caeca Korshikov
- Scourfieldia complanata G. S. West, 1912
- Scourfieldia cordiformis Takeda, 1916